# Carl Pfeiffer (Önologe)
Carl Friedrich Pfeiffer (* 17. August 1872 in Schwirtz, Amtsbezirk Schwirz, Landkreis Namslau, Provinz Schlesien; † 6. Februar 1946 in Radebeul) war ein deutscher Landwirtschaftsrat und Önologe. Pfeiffer baute nach der Reblauskatastrophe den Lößnitzer Weinbau wieder auf, darüber hinaus war er Vorsitzender der Sächsischen Weinbaugesellschaft. Sein botanisches Autorenkürzel lautet C.Pfeiff.

## Leben

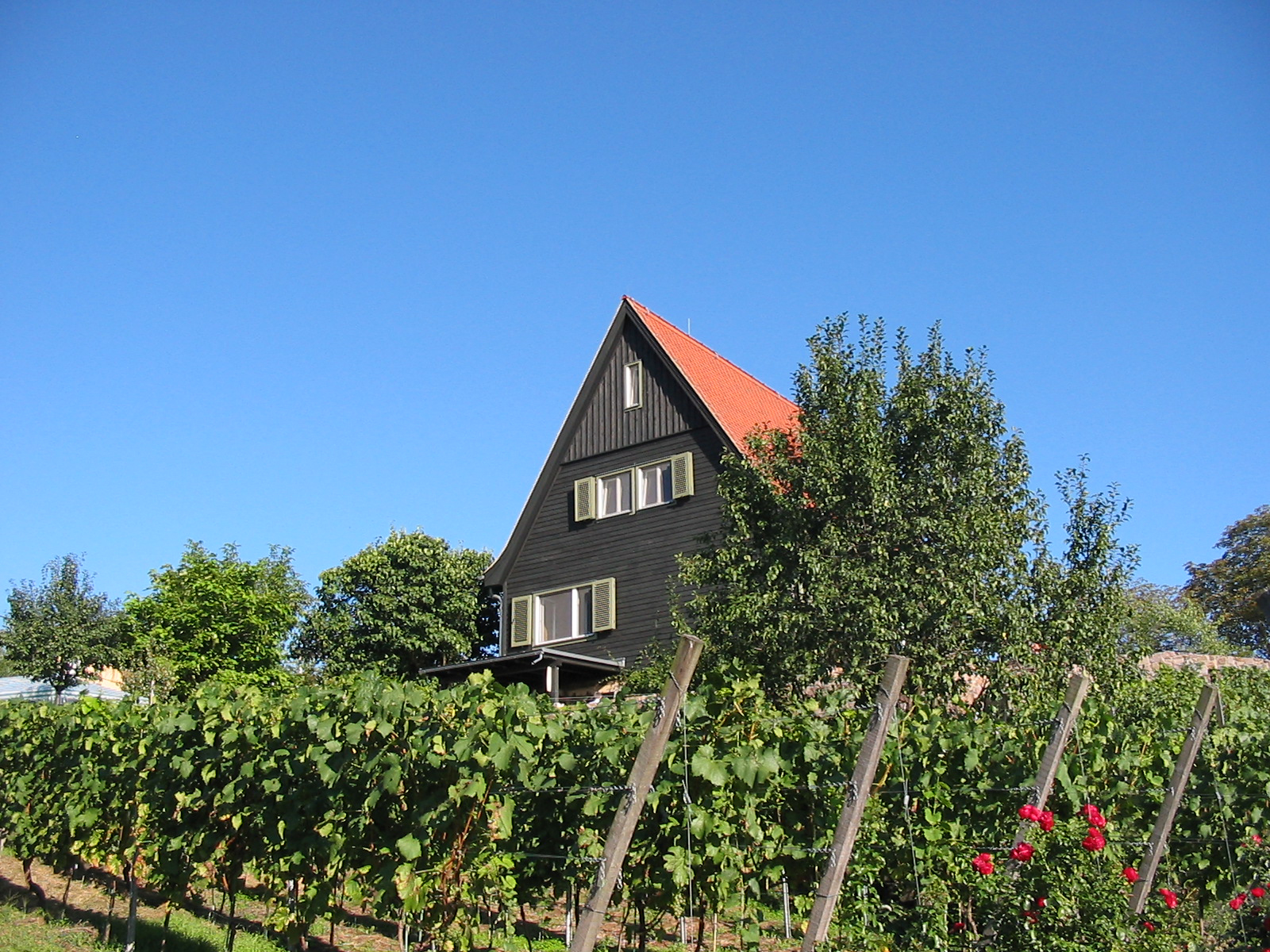
Wächterberg mit Wohnhaus

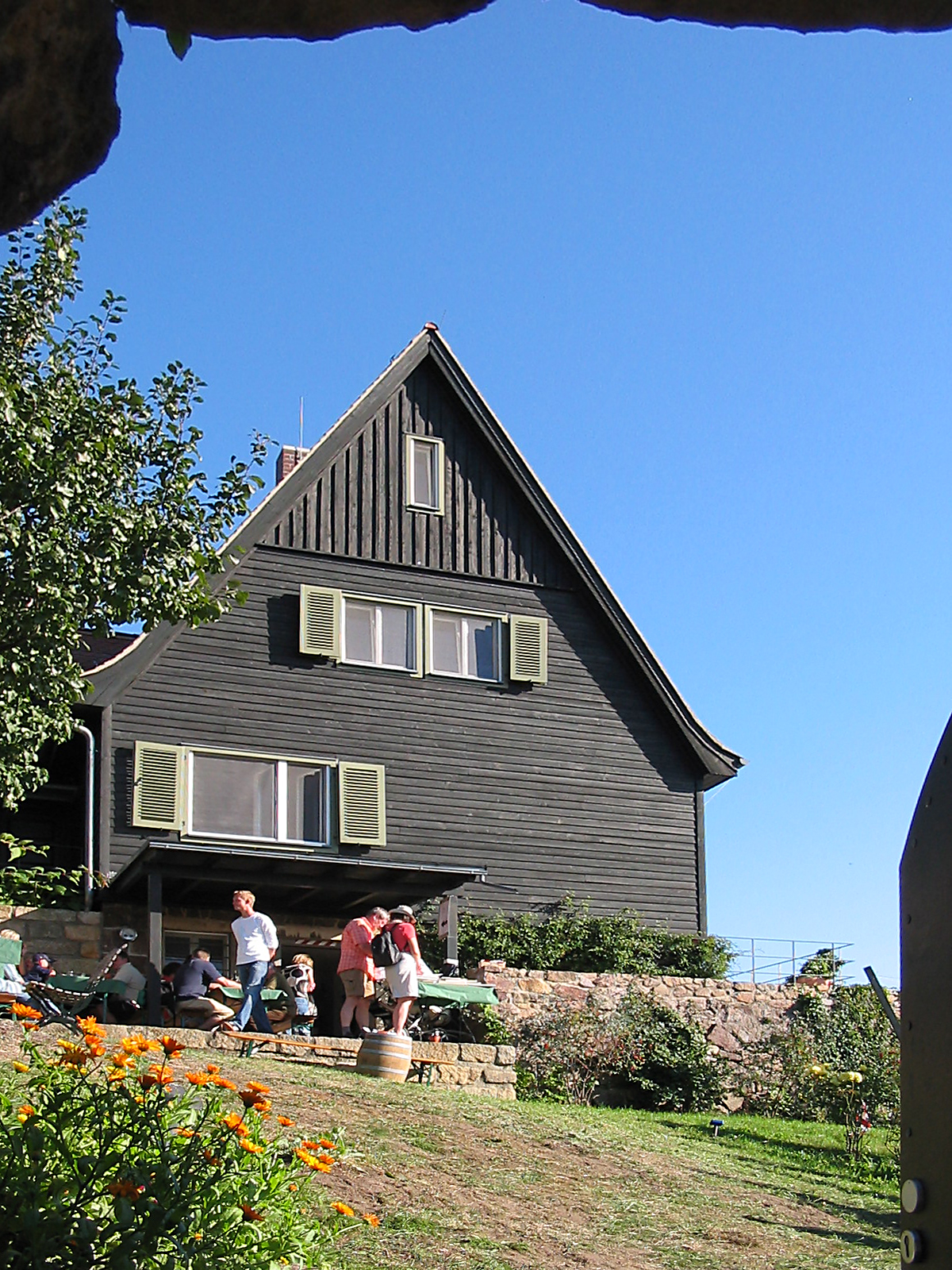
Wohnhaus am Wächterberg, Weingut Kastler am Tag des offenen Weinguts 2008

Pfeiffer absolvierte eine Gärtnerlehre mit dem Schwerpunkt Weinbau. Nach Jahren der Wanderschaft ließ er sich 1901 in der Weinstadt Oppenheim nieder.
1912 erhielt er das Angebot des neu gegründeten Rebschulvereins Meißen, dort Fachlehrer für Obst- und Weinbau an der Fachschule zu werden.
Ab 1913 rebte der Landwirtschaftsrat Carl Pfeiffer mit der 1905 eingeführten Pfropfrebe die Lößnitz nach der dortigen Reblauskatastrophe wieder auf, dazu verlegte er seinen Dienstsitz nach Oberlößnitz. 1916 übernahm er die Leitung der bei der Hoflößnitz angesiedelten Rebenveredlungsstation, aus der 1927 die Weinbau-Versuchs- und Lehranstalt hervorging. Er setzte sich auch für die Steigerung der Qualität des Lößnitzer Weins ein und führte die mineralische Vorratsdüngung ein.
1919 berichtete Pfeiffer den anwesenden Weinbaupersönlichkeiten der Weinfachtagung der Deutschen Landwirtschafts-Gesellschaft: „Es herrscht allenthalben neues Leben im Sächsischen Weinbau; ist dieses auch noch jung, so ist die heutige Strömung von seltener Frische, getragen von energischem Wollen und dem uneingeschränkten Vertrauen der beteiligten Kreise und der gesamten Bevölkerung.“
Ebenfalls 1913 gründete sich als Nachfolger der Sächsischen Weinbaugesellschaft der Verein zur Hebung des Weinbaus in der Lößnitz, aus dem 1921 die neue Sächsische Weinbaugesellschaft hervorging. Aus dieser wiederum ging 1936 der Weinbauverband Sachsen hervor, dessen Leitung Carl Pfeiffer übernahm.
1938 wurde in der Hoflößnitz die Sächsische Weinbaugenossenschaft gegründet, die erst in Zitzschewig untergebracht war, bis sie 1940 nach Meißen umsiedelte. Pfeiffer führte deren Geschäfte bis 1942. 1955 wurde daraus die Sächsische Winzergenossenschaft Meißen.
1939 ging Pfeiffer in den Ruhestand, in dem er fortwährend auf dem 1935 für seine langjährige Mitarbeiterin Magdalena Schlegel angelegten Weinberg Wächterberg im Radebeuler Stadtteil Zitzschewig im Knollenweg wirkte. Dieser Weinberg ist wie ein Clos von einer Umfriedung umgeben. Pfeiffer verstarb 1946 und wurde auf dem nahegelegenen Johannesfriedhof begraben.
1954 erhielt ihm zu Ehren eine Straße in Radebeul seinen Namen.
(Die heutigen Besitzer, die dort das kleine Weingut Kastler Wein betreiben, erhielten im Jahr 2003 für die vorbildliche Sanierung des 1936 in exponierter Lage am Weinberg Wächterberg errichteten Systemholzhauses den Radebeuler Bauherrenpreis.)